# Montechiarugolo
Montechiarugolo är en ort och kommun i provinsen Parma i regionen Emilia-Romagna i Italien. Kommunen hade 11 104 invånare (2018).